# Canyoning

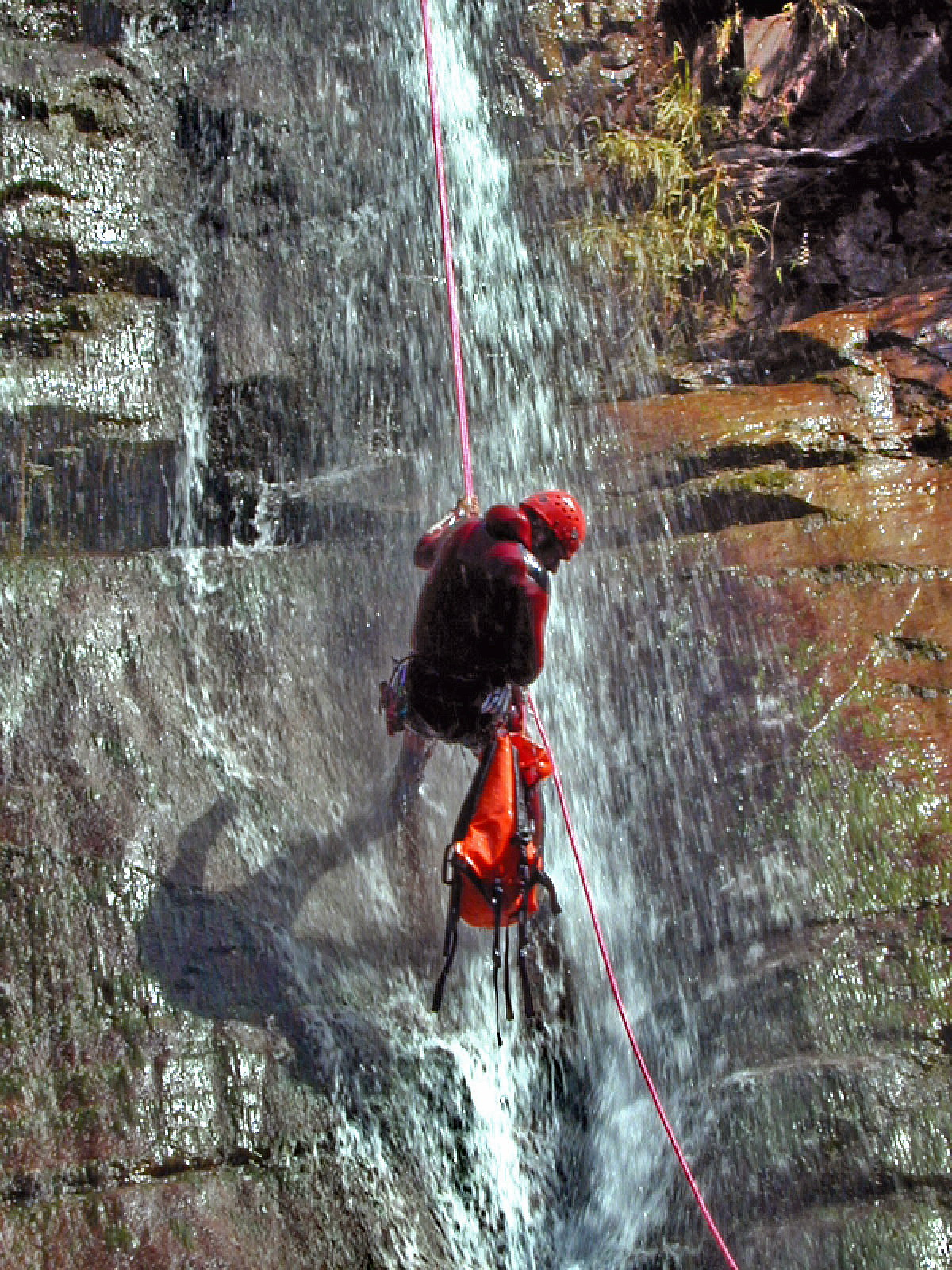
Slaňování vodopádem při canyoningu

Canyoning (čti: kaňoning) je náročný adrenalinový sport vyžadující dobrou duševní i fyzickou kondici a kvalitní výzbroj. Jedná se o zdolávání kaňonů horských potoků a říček ve směru jejich toku za použití různých outdoorových technik, jako je slaňování skalních stěn nebo vodopádů, plavání nebo brodění v prudké a chladné vodě, skoky do tůní a jezírek, přelézání balvanů a napadaných stromů, v případě vhodných podmínek využití vodního koryta jako skluzavky nebo překonávání prohlubní v závěsu pod lanem.

## Historie

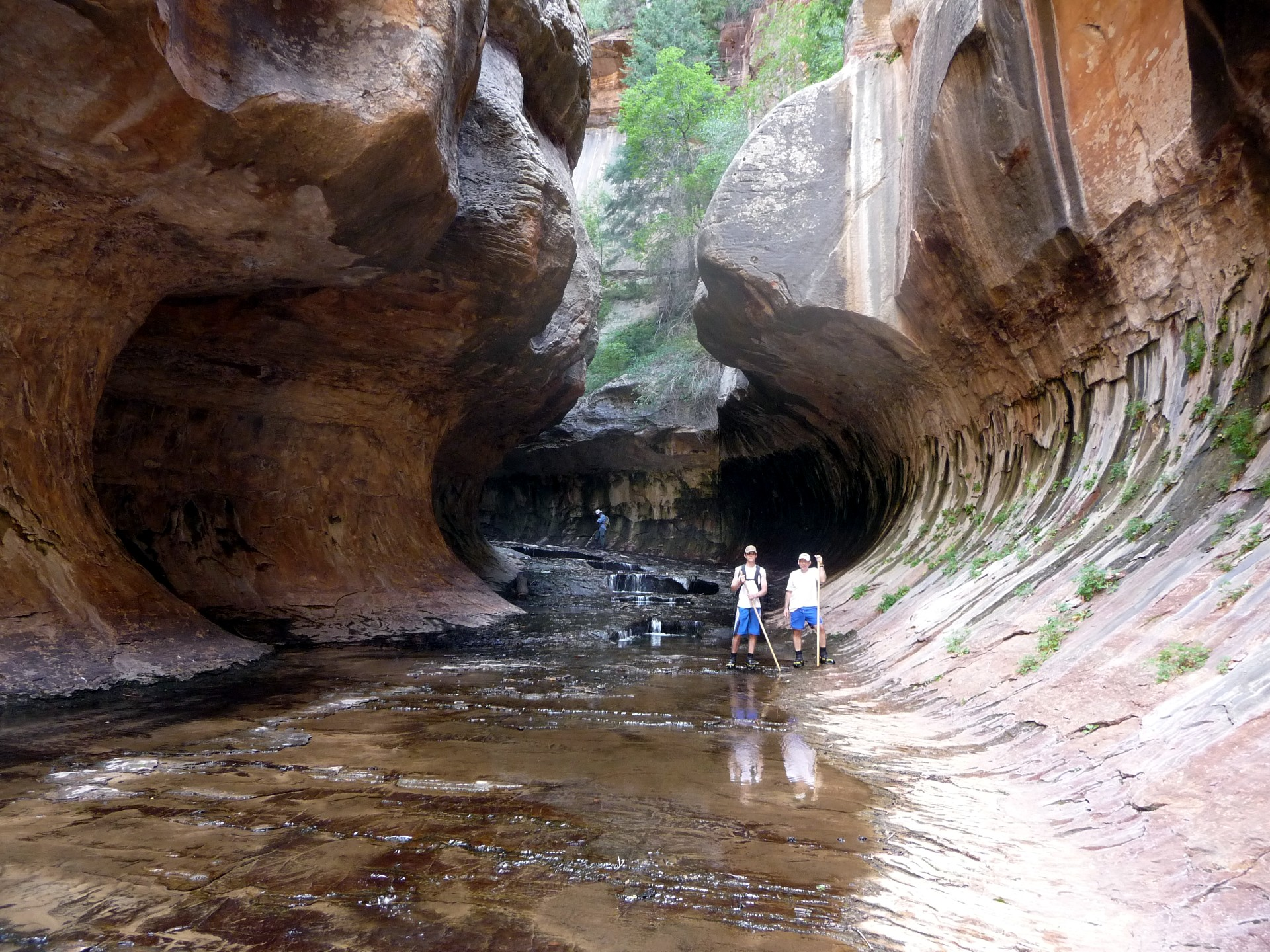
Canyoning, USA, Utah

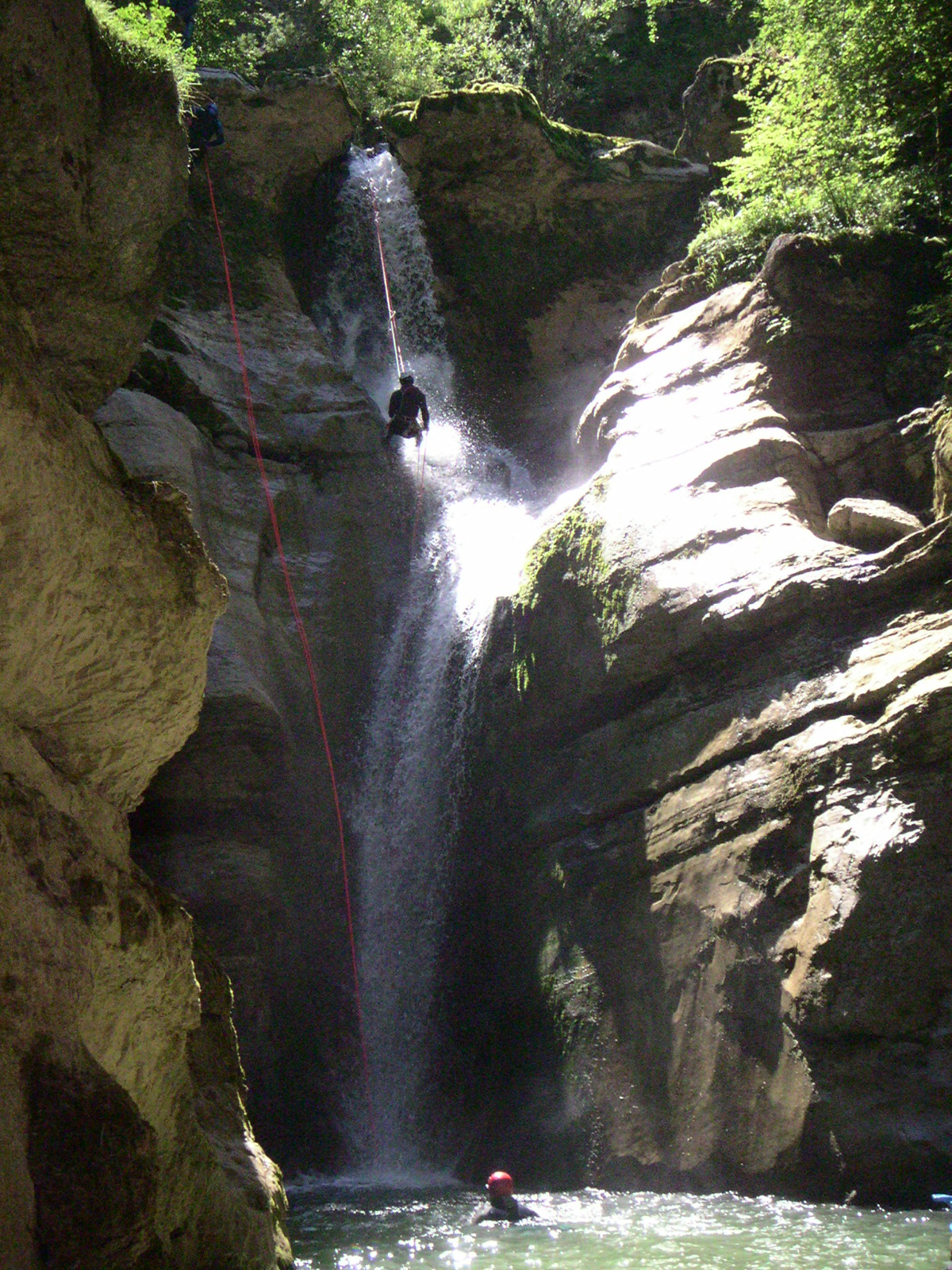
Canyoning ve Švýcarsku

Nepřímo se historie canyoningu začala psát již v roce 1893, kdy začal Francouz Armand Jamed provádět první průzkum kaňonu Verdon. V roce 1905 vykonával obdobnou činnost hydrogeolog, další Francouz, Édouard-Alfred Martel, kterému se již podařilo projít celým tímto kaňonem.
Jako samostatný outdoorový a adrenalinový sport se canyoning začal prosazovat kolem roku 1980, kdy se začaly objevovat první asociace zaměřené na tento druh sportu. Jednalo se o asociace vzniklé ve Francii (1992), Španělsku (1989), Itálii (1999), Německu a postupně v dalších zemích. Rozvoj zájmu o tento sport si vynutil vznik asociace profesionálních průvodců canyoningu – Evropské komise canyoningu (C. E. C.) v roce 1995. V Česku vešel tento sport do povědomí v 90. letech minulého století, v roce 2004  byla založena Česká asociace canyoningu (C. A. C)

## Stupně obtížnosti
Stejně jako jiné sporty podobného charakteru má canyoning různé stupně obtížnosti určené pro různě zdatné osoby.
- C1 - mírná obtížnost - skoky z výšky do 1 m, bez slaňování, plavání do 10 m, doba průstupu korytem cca 2 hodiny
- C2 - skoky z výšky do 3 m, plavání do 50 m, jednoduché slaňování
- C3 - skoky z výšky do 5 m, slaňování výšek do 15 m, lehké lezecké pasáže, nutná znalost sebejištění
- C4 - skoky z výšky do 8 m, slaňování výšek do 50 m, plavání do 100 m, nutná znalost jištění a práce s lanem
- C5 - slaňování výšek až 100 m včetně převisů, překonávání částečně nebezpečných vodních proudů, náročnější lezecké pasáže
- C6 - extrémní obtížnost - náročná a dlouhá slaňování, vysoká náročnost ve vodních tocích, ev. bivakování v kaňonu, vysoké osobní nároky i nároky na výzbroj.

## Výzbroj a výbava
Doporučená výzbroj a výbava:
• Neoprénový oblek - ochrana proti chladu, doporučená síla materiálu min. 3 mm, doporučuje se 5 mm • Sedací úvazek - potřebná výzbroj při slaňování • Lano - pro slaňování s malým průtahem (4-6 %), potřebná délka podle stupně obtížnosti • Helma - ochrana hlavy, podle normy UIAA • Boty - pevné, lehké, odolné • Batoh - oděruvzdorný, propustný pro odtok vody, objem cca 45 litrů • Slaňování - osma, karabiny, HMS karabiny, krátké prusíky, plochá smyce, blokant • Vodotěsná nádoba - pro uložení dokladů, lékárničky a pod. • Nouzový materiál - lékárnička, čelovka, izolační fólie, nůž a pod.
Poznámka: seznam materiálu nemusí být nutným, postačujícím ani úplným seznamem.

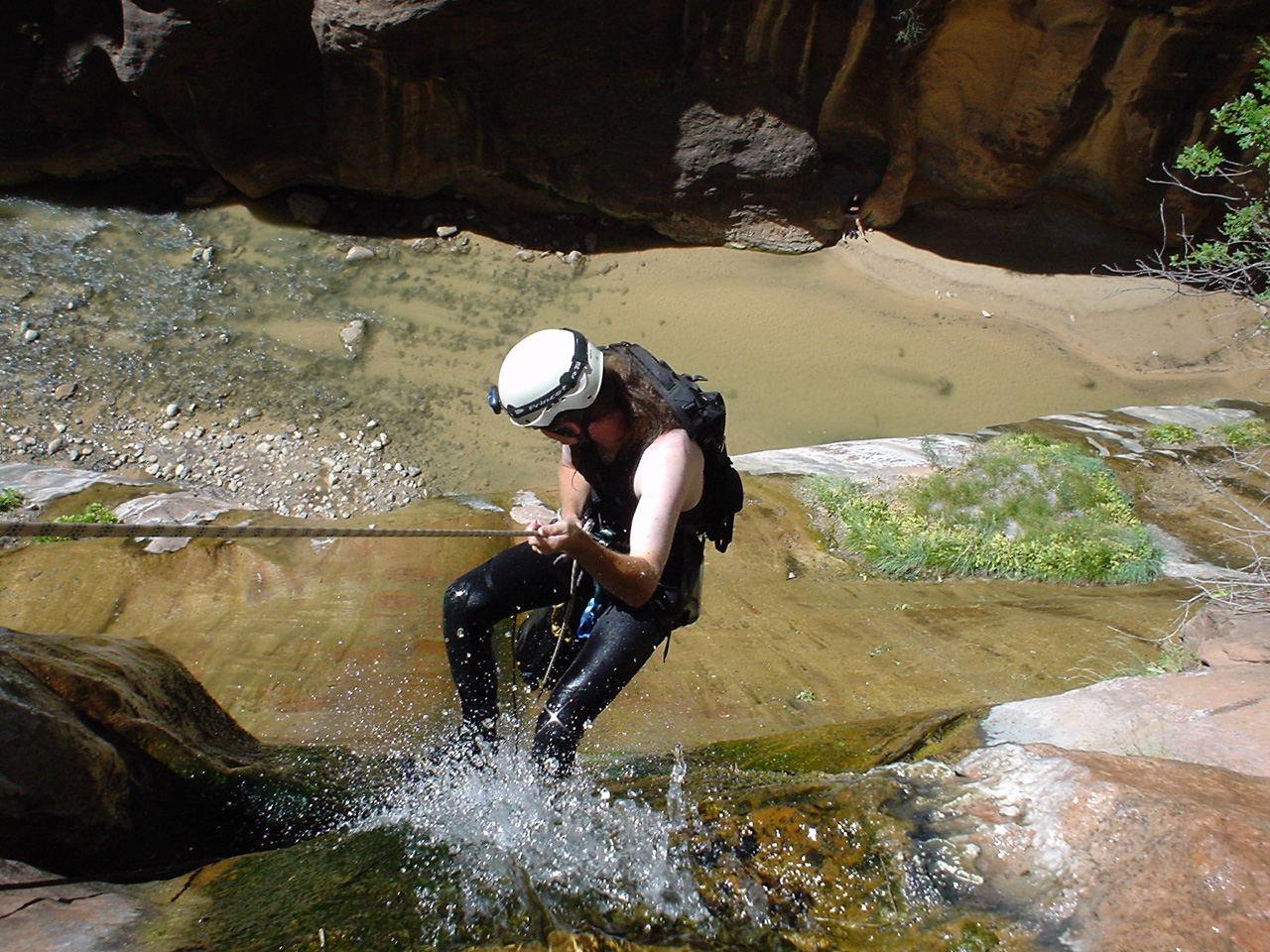
Canyoning Mystery Canyon Lion National Park

## Lokality
Lokality navštívené českými canyonisty (k roku 2008):

### Francie
12 kaňonů: Carléva, Riou de Cuébris, Riou de la Boléne, Le Furon, Le Leoncel, Gorges de Llech, Clue de la Maglia, Le Neyron, Riou de Pierrefeu, Roudoule, Clue du Riolan, Salt Maria Valenta

### Itálie
22 kaňonů: Torrente Albola, Torrente Baes, Val Bares, Rio Barbaira, Torrente Bianca, Bodengo 2, Rio Cadramazzo, Casenda, Torrente Campiglio, Torrente Ciolesan, Torrente Favarinis, Rio Frondisson, Giuf, Rio Lavarie, Torrente Lumiei, Rio Nero (Jurrasic), Rio Patoc, Torrente Palvico, Rio Pissanda, Rio Sbrici, Rio Simon, Val Zemola

### Korsika
11 kaňonů: Dardu, Camera, Baccu sa Figa, Muratellu,, Codula ď Orbisi, Polischellu, Purcaraccia, Tignoso, Vacca, Vivaggio, Ziocu

### Rakousko
12 kaňonů: Altersbach, Simpl Bach, Eisgraben, Gesöuse, Grabenbach, Hundsbachfall, Hundsgabenbach, Lassingfall, Mirafall, Saihrbach, Taglesbach, Strubklamm

### Slovinsko
28 kaňonů: Beli potok, Boka, Fratarica, Gačnik, Globoški potok, Kozjak, Kukla Juliana, Laventnik, Malenšček, Mangartski potok, Mlinarica, Mrzli potok, Peršjak, Mala Pišnica, Predelica, Prešnikov graben, Po dolu (Skok), Ročica, Smast, Sopotnica, Suhi potok (Beladovec), Suhi potok (Na Skali), Sušec, Šovlačevec, Šumnik, Učja, Volarja, Vrsnik

### Španělsko
23 kaňonů: Aigueta de Eriste superior, Barranco Manatuero, Barranco de Trigas, Barranco de Fornocal, Barranco de Roi, Barranco Foz de la Canal, Barranco Mallarguero, Barranco de Viandico (Rio Aso), Barranco de Cruchiata o Basender, Barranco de la Portiacha, Barranco de Chimiachas, Garganta del Infierno, Gorgas de Viu de Llevata, Garganta de Escuain, Garganta de Miraval, Garganta del Yesa superior, Garganta de Barasil, Garganta de la Peonera inferior, Rio Vero, Oscuros de Balces, Gorgas Negras, Canyon del Rio Formiga, El Gorgonchon

### Švýcarsko

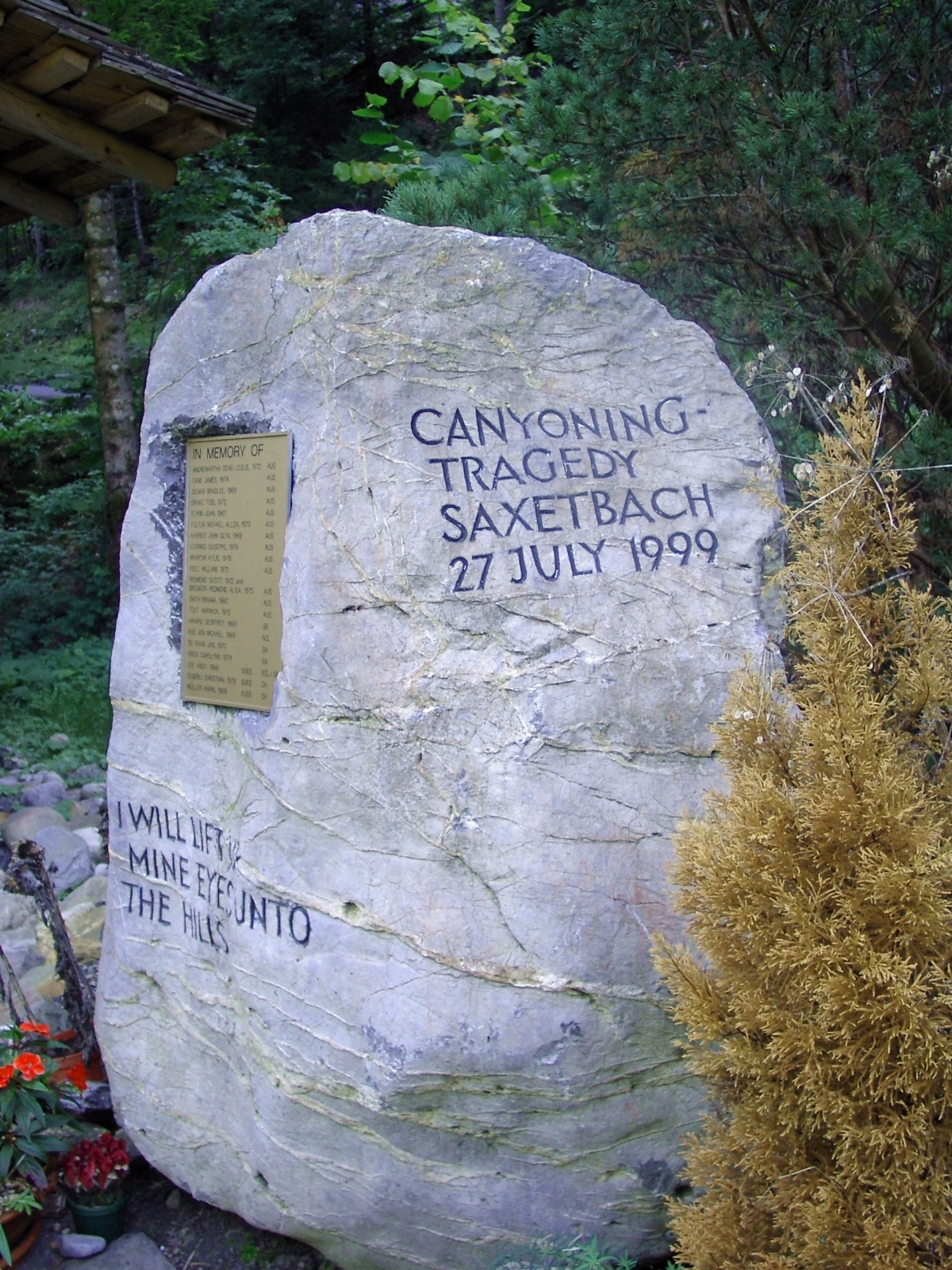
Pamětní kámen Saxetbachunglück tragédie r. 1999

15 kaňonů: Val d'Ambra, Bignasco, Ceuso, Val Combra, Cresciano, Val di Gei, Val Lodrino, Val Malvaglia, Osogna, Riale Mulitt, Santa Petronilla, Progero, Val Ponterone, Chli Schliere, Val Tomé

## Rizika
Canyoning, jako každý sport, s sebou přináší rizika vyplývající z jeho charakteru. K tomu jsou vydány bezpečnostní směrnice upravující provozování canyoningu.
I přes bezpečnostní opatření a doporučení může při provozování tohoto sportu dojít k vážným událostem, jako je tragická událost canyoningu ze dne 27. července 1999, při níž ve Švýcarsku zahynulo 19 turistů, zastižených bleskovou povodní.
„… v horách má horolezec žít, nemá tam umírat. Smrt v horách není vždy koncem hrdinským, nýbrž často velkou hloupostí.“ — Dr. Julius Kugy "Ze života horolezce"  